# Grzegorz Sigalin
Grzegorz Sigalin (ur. 1902 w Warszawie, zm. 16 czerwca 1938 w Moskwie) – polski architekt pochodzenia żydowskiego, ofiara czystek stalinowskich.

## Życiorys
Grzegorz Sigalin w 1928 ukończył studia na Wydziale Architektury Politechniki Warszawskiej. Należał do warszawskiego oddziału Stowarzyszenia Architektów Polskich (SARP). W 1931 wspólnie z Henrykiem Blumem i Bertholdem Lubetkinem wziął udział w międzynarodowym konkursie na gmach Pałacu Rad w Moskwie, zyskując wyróżnienie. Po rozstrzygnięciu konkursu uzyskał propozycję wyjazdu do ZSRR, z której skorzystał. Zamieszkał w Moskwie, gdzie pracował w 5. Pracowni Architektonicznej Mossowietu, kierowanej przez architekta Daniiła Fridmana (1887-1950). 10 lutego 1938 został aresztowany i oskarżony o szpiegostwo na rzecz Polski. 16 czerwca 1938 został stracony, a następnie pochowany na poligonie NKWD w Komunarce w zbiorowej mogile. W ramach inicjatywy Ostatni Adres zorganizowanej przez rosyjskie Stowarzyszenie Memoriał na domu przy ul. Orlikow Pierieułok 6 w Moskwie pod ostatnim adresem, pod którym mieszkał Sigalin, Aleksandr Gurjanow zawiesił tabliczkę w języku rosyjskim o treści: „Tu mieszkał architekt Grigorij Michajłowicz Sigalin, urodzony w 1902 roku, aresztowany 10.02.1938, rozstrzelany 16.06.1938, zrehabilitowany w 1958 roku”.

### Życie prywatne
Grzegorz Sigalin pochodził z rodziny Sigalinów wywodzącej się z Kaukazu, która przeniosła się do Warszawy w XIX w. W Warszawie ta jego żydowska rodzina zajmowała się przemysłem żywnościowym, produkując popularny przed II wojną światową kefir. Rodzinne przedsiębiorstwo zainicjowała babka Klaudia Sigalina, która założyła sieć pijalni kefiru. Był synem Michała, żydowskie imię Michael, (1872-1938) i Rozalii, żydowskie imię Rojza, z Kurlandskich (1877-1943). Miał pięcioro rodzeństwa: Romana (1901-1940), Annę po mężu Sztern (1904-1943), Aleksandra, Eugenię (1908-1995), farmaceutkę i Józefa (1909-1983). Jego brat Roman był inżynierem architektem, zaś Józef był architektem i urbanistą, jedną z kluczowych postaci w powojennej odbudowie Warszawy. Roman podobnie jak Grzegorz zginął z rąk sowieckich, zastrzelony w Charkowie w ramach zbrodni katyńskiej, zaś matkę i siostrę Annę zamordowali w 1943 Niemcy w obozie zagłady w Treblince.
Miał żonę Bronisławę i syna Wiktora, który urodził się dziesięć dni przed aresztowaniem ojca. Wiktor również został architektem.

## Realizacje
- kamienica przy ul. Mackiewicza 1, Warszawa (współautorstwo: Jerzy Gelbard, Roman Sigalin),
- gmach Ubezpieczalni Społecznej w Sosnowcu (1934, współautorstwo: Jerzy Gelbard, Roman Sigalin, Witold Woyniewicz),
- laboratorium chemiczno-farmaceutyczne Asmidar, ul. Grzybowska 88, Warszawa (współautorstwo: Jerzy Gelbard, Roman Sigalin)[17],
- zespół budynków Ludowego Komisariatu Przemysłu Obronnego ZSRR (1933–1936, współautorstwo: D. Fridman, A. I. Woronow, G. Blum)[18].

## Nagrody
- projekt zakładu psychiatrycznego województwa warszawskiego w Gostyninie (1928, współautorstwo: J. Gelbard, Lucjan Korngold, R. Sigalin, III nagroda),
- projekt budynku Ministerstwa Spraw Zagranicznych (1929, współautorstwo: J. Gelbard, R. Sigalin, W. Woyniewicz, zakup projektu);
- projekt gmachu Najwyższej Izby Kontroli Państwa w Warszawie (1929, współautorstwo: J. Gelbard, R. Sigalin, III nagroda),
- projekt Dworca Głównego w Warszawie (1929, współautorstwo: J. Gelbard, R. Sigalin, W. Woyniewicz, zakup projektu),
- projekt gmachu Związku Polskiego Nauczycielstwa Szkół Powszechnych w Warszawie (1930, współautorstwo: J. Gelbard, R. Sigalin, W. Woyniewicz, I nagroda),
- projekt budynku Kasy Chorych w Sosnowcu (1930, współautorstwo: J. Gelbard, R. Sigalin, W. Woyniewicz, I nagroda),
- projekt szkicowy okręgowego szpitala wojskowego w Łodzi (1934, współautorstwo: J. Gelbard, R. Sigalin, współpraca: Naum Frankfurt, IV nagroda równorzędna),
- projekt gmachu Urzędu Celnego w Gdyni (1934, współautorstwo: J. Gelbard, R. Sigalin, W. Woyniewicz, IV nagroda)[17].